# Ich, Daniel Blake

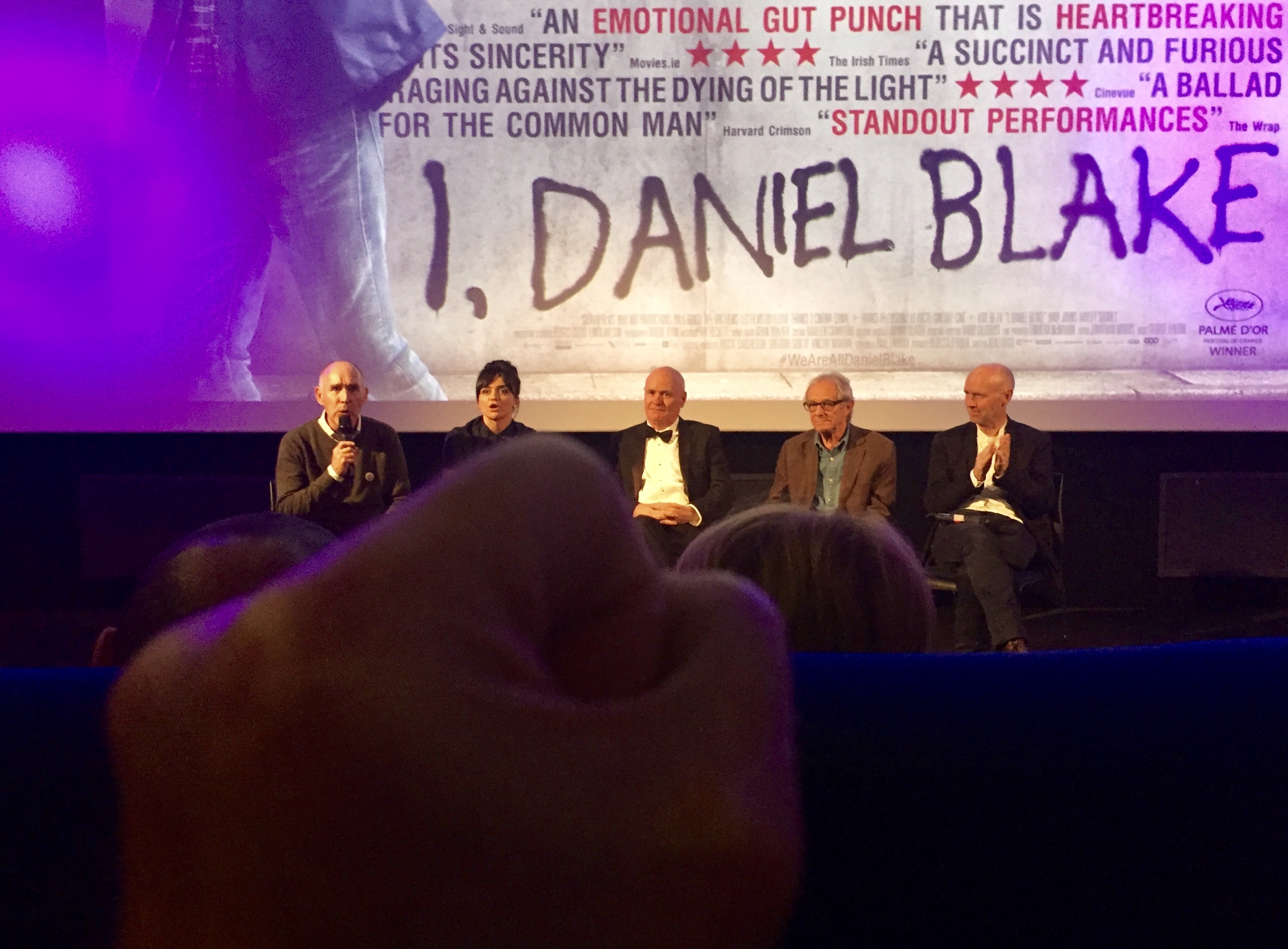
Newcastle Premiere mit Hayley Squires (Katie), Dave Johns (Dan), Ken Loach (Regie) und Paul Laverty (Drehbuch)

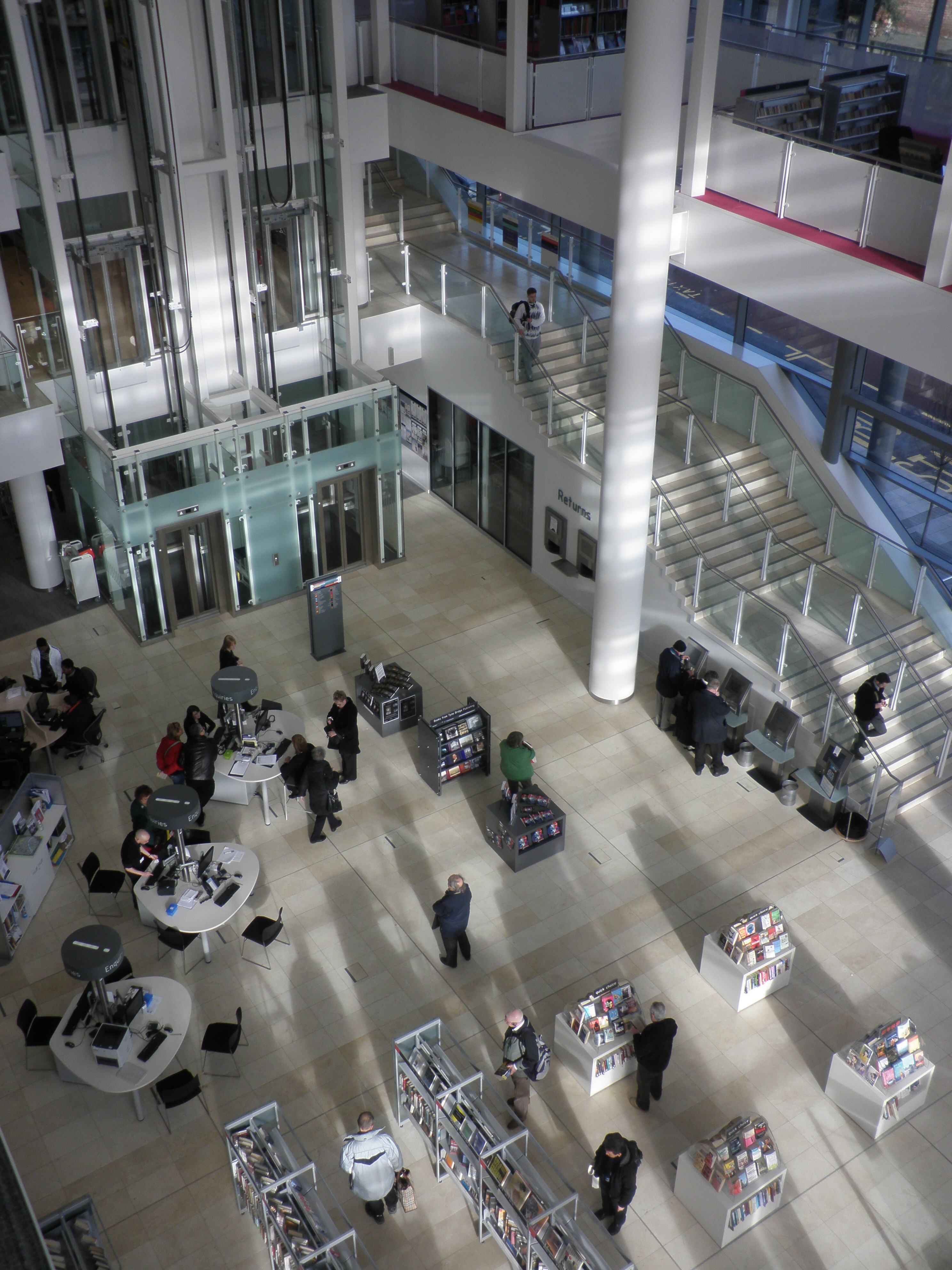
Newcastle central library - einer der Drehorte

Ich, Daniel Blake ist ein Spielfilm des britischen Regisseurs Ken Loach aus dem Jahr 2016. Der Film gewann bei den Filmfestspielen von Cannes 2016 die Goldene Palme.

## Handlung
Der Film spielt vollständig in Newcastle upon Tyne. Daniel Blake, ein 59-jähriger verwitweter Zimmermann, hat einen schweren Herzinfarkt erlitten. Er würde gern wieder arbeiten, doch seine Ärztin untersagt es ihm strikt. Mittellos und arbeitsunfähig beantragt er Sozialhilfe, doch eine vom Amt eingesetzte „Gesundheitsfachkraft“ kommt anhand eines schematisierten Fragenkatalogs zu dem Schluss, er sei arbeitsfähig und müsse Arbeitslosenhilfe beantragen. Die Situation wird dadurch absurd, dass die Gewährung von Arbeitslosenhilfe daran gebunden ist, dass er sich nachweislich aktiv um eine Anstellung bemüht, andererseits kann er wegen seiner Gesundheit keine Stelle annehmen. Er legt Widerspruch gegen die Ablehnung seiner Sozialhilfe ein, doch über diesen Widerspruch kann erst dann entschieden werden, wenn sich zunächst ein „Entscheidungsträger“ telefonisch bei ihm gemeldet hat, was schon längst hätte geschehen müssen. Sehr hinderlich ist auch, dass die meisten Vorgänge online erledigt werden müssen – da Daniel noch nie an einem Computer gearbeitet hat, bereitet ihm das größte Schwierigkeiten.
Blake lernt auf dem Amt die alleinerziehende Mutter Katie mit zwei kleinen Kindern kennen, die in London vom Vermieter auf die Straße gesetzt wurden und nach fast zwei Jahren im Obdachlosenheim nun in Newcastle eine baufällige Wohnung zugewiesen bekommen haben. Sie wird ähnlich respektlos behandelt wie er und bekommt wegen einer geringfügigen Verspätung, die sie zu erklären versucht, ihre Leistungen gekürzt. Auch ihr hört auf dem Amt niemand zu.
Daniel und Katie freunden sich an und versuchen gemeinsam, aus ihrer Situation herauszufinden. Katie bemüht sich um einen Putzjob und Daniel kämpft sich bei den Behörden durch einen Urwald an Anforderungen und Zuständigkeiten. Um ihre zwei Kinder zu versorgen, prostituiert sich Katie schließlich zu Daniels Entsetzen. Sie schämt sich zwar, lässt sich aber nicht umstimmen, weil sie so endlich ein Auskommen für die Kinder und sich hat.
Weil Daniel wegen der Unklarheiten seiner Situation wochenlang kein Geld vom Staat erhält, muss er die gesamte Einrichtung seiner Wohnung verkaufen, um die offenen Rechnungen zu bezahlen. Nach einem weiteren demütigenden Gespräch im Jobcenter sprüht er an die Außenmauer folgenden Text, dem der Filmtitel entstammt: „Ich, Daniel Blake, fordere meinen Widerspruchstermin, bevor ich verhungere. Und ändert die Scheißmusik im Telefon!“. Letzteres bezieht sich auf die Warteschleife, in der er oft stundenlang hängt. Passanten applaudieren begeistert, doch die Leitung des Centers lässt Daniel von der Polizei abführen.
Am Schluss des Filmes soll endlich über Daniels Ansprüche entschieden werden. Er hat sich auf das Gespräch gut vorbereitet, Katie begleitet ihn, und der Berater ist zuversichtlich, dass in seinem Sinne entschieden wird. Doch als er direkt vor dem Termin noch einmal zum WC geht, erleidet er dort einen zweiten, nun tödlichen Herzanfall.
Beim Armenbegräbnis verliest Katie den Zettel, den Daniel für das entscheidende Gespräch vorbereitet hat und mit dem er lediglich etwas Menschlichkeit von den staatlichen Stellen einfordert: Er sei weder ein Klient, noch ein Kunde, Leistungsempfänger oder Drückeberger, auch kein Schnorrer, Bettler oder Dieb, keine Sozialversicherungsnummer und kein Pünktchen auf dem Bildschirm. Er habe immer seine Beiträge gezahlt und sei stolz darauf. Er sei ein Mensch und kein Hund. Er sei ein Bürger, nicht mehr und nicht weniger.

## Kritik
Der Film erhielt sehr positive Kritiken. Die Rezensionssammlung Rotten Tomatoes listet 180 Kritiken, die zu 92 Prozent positiv ausfallen. Die Durchschnittsbewertung liegt bei 8 von 10 Punkten.
„Ich, Daniel Blake ist der unversöhnlichste Loach-Film seit langem, geradlinig erzählt, mit zurückhaltend agierenden Darstellern, nicht nur in den beiden Hauptrollen, auch in Nebenrollen wie dem für „comic relief“ sorgenden jungen Schwarzen, der Daniels Nachbar ist.“ epd film

## Musik
Sailing By, ein kurzes Musikstück des englischen Komponisten und Arrangeurs Ronald Binge von 1963,  stellt eine Verbindung zwischen den Erinnerungen Daniels und der jungen Familie her.

## Auszeichnungen (Auswahl)
British Independent Film Awards 2016
- Bester Schauspieler: Dave Johns
- Bester Newcomer: Hayley Squires
- nominiert in der Kategorie Beste Regie
- nominiert in der Kategorie Bestes Drehbuch

Internationale Filmfestspiele von Cannes 2016
- Goldene Palme für Ken Loach

British Academy Film Awards 2017
- Bester britischer Film
- nominiert in der Kategorie Bester Film
- nominiert in der Kategorie Beste Regie (Ken Loach)
- nominiert in der Kategorie Beste Nebendarstellerin (Hayley Squires)
- nominiert in der Kategorie Bestes Originaldrehbuch (Paul Laverty)

César 2017
- Bester ausländischer Film

Europäischer Filmpreis 2016
- European University Film Award